# Cladobethylus darlingi
Cladobethylus darlingi  (лат.) —  вид ос-блестянок рода Cladobethylus из подсемейства Amiseginae. Назван в честь Chris Darling, собравшего типовую серию.

## Распространение
Юго-Восточная Азия: остров Калимантан.

## Описание
Мелкие осы-блестянки (самки около 3 мм, самцы от 3 до 5 мм). Отличаются жёлтыми усиками и ногами и пропорциями члеников усика и частей головы. Основная окраска тела буровато-чёрная (усики и ноги светлее). Пронотум короткий, примерно вдвое короче (0,5-0,6) комбинированной длины скутума, скутеллюма и метанотума вместе взятых. Скутум с нотаулями. Самки и самцы крылатые. Коготки лапок без зубцов. Предположительно паразитоиды насекомых.

## Систематика
Вид был впервые описан в 2019 году во время ревизии рода Cladobethylus, проведённой американским гименоптерологом профессором Линн Кимсей (Lynn S. Kimsey, Bohart Museum of Entomology, Department of Entomology, Калифорнийский университет в Дэвисе, Калифорния, США).